# A. Romanescu
A. Romanescu a fost un gravor român. Acesta a conceput reversul monedei românești, de argint, cu valoarea nominală de 100.000 lei, din 1946.